# Domingo Cabello y Robles
Domingo Cabello y Robles (León, España; c. 1725) fue un militar español, gobernador de Nicaragua (1764-1776),  gobernador de Texas (1778-1787) y  capitán general de Cuba (1789-1790). 
En 1741 era teniente de infantería cuando combatió en la defensa de Santiago de Cuba frente al asedio británico. Volvió a España en 1749 pero poco después regresó a Cuba como comandante de cuatro batallones. Tuvo una meritoria actuación durante el sitio y toma de La Habana por los británicos en 1762 y el 12 de diciembre de 1764 fue nombrado por el rey Carlos III como gobernador de Nicaragua, cargo que desempeñó hasta el 20 de julio de 1776. Durante su administración tuvo un grave enfrentamiento con el adelantado de Costa Rica, Diego José de Montiel y Valderrama, quien lo acusó ante la Real Audiencia de Guatemala por no respetar los privilegios correspondientes a su título. La Audiencia falló en favor del adelantado.
Posteriormente fue nombrado gobernador de Texas, cargo que desempeñó de 1778 hasta 1787, periodo durante el cual firmó en 1785 un tratado de paz con los comanches, y Texas pasó a la jurisdicción de la Audiencia de Guadalajara. Posteriormente fue gobernador de Cuba (1789-1790) e inspector militar en  esa isla. En 1797 ascendió al grado de mariscal de campo. 
- Datos: Q5290349